# Герхард фон Арберг
Герхард фон Арберг (на немски: Gerhard von Arberg: † сл. 1188) от род Аренберги е граф и господар на Аремберг и бургграф на Кьолн (1159 – 1166/67).
Резиденцията му е в замък Аренберг на планината със същото име Аремберг при Аремберг в Рейнланд-Пфалц, Германия.

## Деца
Той има един син:
- Хайнрих II фон Арберг († сл. 1197), бургграф на Кьолн (1166/67 – 1197), женен за Мехтилд фон Сайн († сл. 1187), дъщеря на граф Еберхард I фон Сайн († сл. 1176) и Кунигунда фон Изенбург († сл. 1178), родители на:
  - Еберхард фон Аренберг († ок. 28 септември 1230), бургграф на Кьолн (1200 – 1218)
  - Ото фон Капенщайн († сл. 1220), баща на Хайнрих III фон Арберг († 1255), бургграф на Кьолн (1220 – 1252)